# Gud raader
Gud raader er en dansk stum dramafilm fra 1912 produceret af Ingvar Jørgensen. Filmens instruktør er ukendt.
Filmen havde dansk premiere den 12. september 1912 i Kæmpebiografen. Filmen blev i Sverige distribueret under titlen Savoyard flickan og i Storbritannien som God Decides.

## Handling
En lille savoyardisk bondefamilie forvises fra deres hjem, fordi de ikke har betalt deres skat rettidigt. Da greven ser familiens smukke datter Annette, foreslår han straks, at de kan blive boende, hvis Annette tjener på godset. Far Antonio gennemskuer dog grevens skændige planer og afslår resolut tilbuddet. For at skaffe penge rejser Annette, hendes bror og deres veninde i stedet til Paris, hvor Annette møder og forelsker sig i grevens søn Henry. Da Annettes far rejser til Paris for at hente børnene hjem til sin syge kone, forfærdes han ved synet af sin datters nyvundne rigdom. Har hun solgt sig selv for ussel mammon?

## Medvirkende
- Carl Petersen - Grev Sedow
- Vera Brechling - Grevinde Sedow
- Valdemar Keller - Henry Sedow
- Hans Kayrød - Antonius, en bonde
- Kate Fabian - Lene, Antonius' kone
- Frk. Holmbom - Annette, bondeparrets datter
- Elith Pio - Pierre
- Lily Jansen - Fanchette, Annettes veninde
- Ove Knudsen - En forvalter
- Carl Hintz - En præst
- Bertha Lindgreen - Komtesse Bernard
- Johan Jensen - En portner
- Axel Boesen - En krovært
- Karen Brandt - En savoyardkone
- Olaf Borch-Hee